# Georgianne Walken
Georgianne Walken (nascida Georgianne Thon em 1939) é uma cineasta norte-americana. 

## Carreira
Tem dirigido mais de 80 programas de televisão e filmes desde a década de 90 como The Sopranos e Entourage. Também lançou filmes como Monkeybone, Bedazzled, Black Knight, Two Girls and a Guy e Subway Stories.

## Vida pessoal
É casada com o ator Christopher Walken desde 1969.   